# Debbie Black
Debbie Black (Filadelfia, 29 luglio 1966) è un'ex cestista e allenatrice di pallacanestro statunitense, professionista nella ABL e nella WNBA.

## Carriera
È stata selezionata dalle Utah Starzz al secondo giro del Draft WNBA 1999 (15ª scelta assoluta).

## Palmarès
- ABL Defensive Player of the Year (1997)
- All-ABL Second Team (1997)
- 2 volte migliore nelle palle recuperate ABL (1997, 1999)
- WNBA Defensive Player of the Year (2001)
- Migliore nelle palle recuperate WNBA (2001)